# Kurczak Mały
Kurczak Mały (ang. Chicken Little) – amerykański pełnometrażowy film animowany z 2005 roku. Obraz został wyprodukowany przez wytwórnię animowaną Walt Disney Animation Studios. Jest to również pierwszy film dystrybuowany przez Disneya w technice trójwymiarowej oraz jeden z pierwszych filmów tego typu w historii kina animowanego.

## Obsada głosowa
- Zach Braff – Kurczak Mały
- Garry Marshall – Buck Gdak
- Joan Cusack – Luśka Kuperczak
- Steve Zahn – Specek Zawiotki
- Dan Molina – Fiszu Chybaryba
- Sean Elmore – Kirby
- Matthew Michael Joston – Kirby
- Evan Dunn – Kirby
- Amy Sedaris – Zyta Kita
- Mark Walton – Gąsia Gąsiorek
- Don Knotts – burmistrz Dożył Niedzielan
- Fred Willard – Piotruś
- Catherine O’Hara – Edytka
- Mark Dindal – 
  - Mroczykuj Kolczyzad,
  - trener
- Patrick Stewart – prof. Owczykłak
- Wallace Shawn – dyrektor Aport
- Harry Shearer – komentator sportowy
- Patrick Warburton – kosmiczny policjant
- Adam West – filmowy Kurczak Mały

## Wersja polska
Opracowanie wersji polskiej: Start International Polska

Reżyseria: Joanna Wizmur

Dialogi polskie: Bartosz Wierzbięta

Teksty piosenek: Małgorzata Szpitun

Kierownictwo muzyczne: Marek Klimczuk

Dźwięk i montaż: Sławomir Czwórnóg

Nagrania muzyczne zostały dokonane w: STUDIO BUFFO

Realizacja nagrań muzycznych: Jarosław Regulski

Opieka artystyczna: Mariusz Arno Jaworowski

Kierownik produkcji: Paweł Araszkiewicz

Wystąpili:
- Maciej Stuhr – Kurczak Mały
- Andrzej Grabowski – Buck Gdak
- Hanna Śleszyńska – Luśka Kuperczak
- Cezary Pazura – Specek Zawiotki
- Agata Kulesza – Zyta Kita
- Jerzy Kryszak – burmistrz Dożył Niedzielan
- Piotr Machalica – Piotruś
- Edyta Olszówka – Edytka
- Jarosław Boberek – Mroczykuj Kolczyzad
- Marcin Troński – profesor Owczykłak
- Dariusz Kowalski – dyrektor Aport
- Włodzimierz Szaranowicz – komentator sportowy
- Janusz Zadura – kosmiczny policjant
- Grzegorz Pawlak – trener
- Marcin Sanakiewicz – filmowy Kurczak Mały

oraz
- Małgorzata Socha
- Andrzej Chudy – gepard
- Cezary Kwieciński – krowa
- Elżbieta Futera-Jędrzejewska
- Julia Jędrzejewska
- Zdzisław Rychter
- Krzysztof Szczerbiński – pies
- Artur Kaczmarski
- Jacek Lenartowicz
- Joanna Węgrzynowska
- Izabella Bukowska
- Beata Wyrąbkiewicz
- Izabela Dąbrowska
- Magdalena Krylik
- Jacek Kopczyński
- Beniamin Lewandowski
- Joanna Jabłczyńska
- Joanna Wizmur
- Mariusz Krzemiński
- Violetta Kropa
- Agnieszka Ponikiewska
- Jakub Wesołowski
- Dariusz Mazurek

Produkcja polskiej wersji językowej: Disney Character Voices International, Inc.

## Soundtrack
1. „Stir It Up” – Patti LaBelle i Joss Stone (piosenka oryginalna – The Wailers Band)
2. „One Little Slip” – Barenaked Ladies
3. „Shake a Tail Feather” – The Cheetah Girls (piosenka oryginalna The Five Du-Tones)
4. „All I Know” – Five for Fighting (piosenka oryginalna Art Garfunkel)
5. „Ain’t No Mountain High Enough” – Diana Ross
6. „It’s Too Late” – Asha (piosenka oryginalna Carole King)
7. „It’s the End of the World as We Know It” – R.E.M.
8. „We Are the Champions” – Zach Braff (piosenka oryginalna Queen)
9. „Wannabe” – Joan Cusack i Steve Zahn (piosenka oryginalna Spice Girls)
10. „Don’t Go Breaking My Heart” – Obsada filmu (piosenka oryginalna Elton John i Kiki Dee)
11. „The Sky is Falling”
12. „The Big Game”
13. „Dad Apologizes”
14. „Chase to Cornfield”
15. „Dodgeball”
16. „Driving with Dad”